# Hội chứng Poland
Hội chứng Poland, tiếng Anh: Poland syndrome (Poland's syndrome, Poland's syndactyly, Poland sequence là một khuyết tật bẩm sinh hiếm được định tính bởi sự kém phát triển hay thậm chí thiếu hẳn cơ ngực ở một bên cơ thể, và thường kèm theo tật dính ngón tay cùng bên. Đa số những cá thể mắc hội chứng Poland thiếu một phần lớn cơ mà thông thường nối từ cánh tay đến xương ức. Một vài bất thường khác có thể xảy ra ở cùng bên thân. Ở một vài ca, nhiều cơ khác ở thành ngực và vai bị thiếu hay kém phát triển.
Các bất thường về lồng ngực, như là xương sườn ngắn, bất thường về vú và núm vú, bất thường về lông vùng nách (thưa hay mọc ở vị trí bất thường) có thể có. Trong đa số các ca, các bất thường vùng ngực không ảnh hưởng đến sức khỏe hay giới hạn về vận động. Hội chứng Poland thường ảnh hưởng đến phía bên phải cơ thể hơn, và thường gặp nhiều ở nam hơn ở nữ.

## Lịch sử

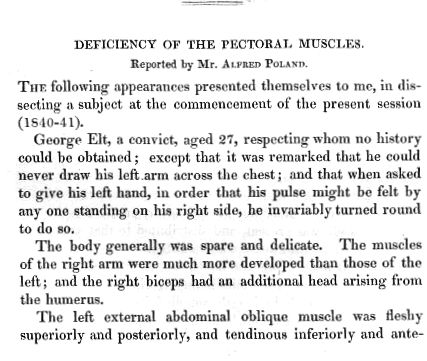
Nguyên văn mô tả về bệnh của Alfred Poland